# بدر العالم شريف لمتوي
بركزه عالم شريف لمتوي أو بدر العالم شريف لمتوي المطاوي جمال الليل (توفي بعد 1712) كان السلطان التاسع عشر لآتشيه في شمال سومطرة وحكم لفترة وجيزة في 1702-1703.
هو ابن سيد عربي من نسل السيد إبراهيم جمال الليل. يذكره مصدر مشكوك فيه إلى حد ما على أنه ابن شقيق السلطانة كمالة شاه (حكم من 1688 إلى 1699). عندما تنازل شقيقه الأكبر بدر العالم شريف هاشم جمال الدين عن العرش عام 1702، وفي نفس العام اتفقت الأطراف على تنصيب شريف لمتوي على العرش.
ومع ذلك، لم يبق على العرش طويلاً. ومن أجل تحسين الوضع المالي للسلطنة، فرض ضرائب جديدة وأعاد فرض الرسوم على التجار البريطانيين. لكن طالب البريطانيون الموجودون في آتشيه الإعفاء من الضرائب، وهو ما تم رفضه. ثم حاصرت السفن البريطانية الميناء وأطلقت النار على القرى الواقعة عند مصب نهر آتشيه. في هذه الأثناء، كان النبلاء غير راضين عن الرسوم الجديدة المفروضة على الأرض. واستغلوا الوضع، وأطلقوا ثورة. فتنازل عن العرش في يونيو 1703. وبعد شهرين اعتلى العرش ابن سلفه تحت لقب جمال العالم البدر المنير. أقام السلطان لاحقًا في قرية باسانغا على الساحل الشرقي لآتشيه. ويبدو أن السلطان الجديد احتجزه.